# Elbenau
Elbenau ist ein Ortsteil der Stadt Schönebeck (Elbe) im Salzlandkreis in Sachsen-Anhalt (Deutschland).

## Geografie
Das Dorf liegt drei Kilometer vom Stadtzentrum entfernt und auf der östlichen Elbseite, in Ostelbien gelegen. Elbenau befindet sich auf dem Elbenauer Werder, einer großen Elbinsel zwischen heutiger Stromelbe und Alter Elbe. Elbenau ist landwirtschaftlich geprägt, besitzt jedoch umliegend auch große Waldgebiete.

## Geschichte

Als Ortswerbung verwendetes Signet in Form eines Wappens

Elbenau wurde 1269 erstmals in einer Urkunde des Bistums Magdeburg urkundlich erwähnt. Nachgewiesene Variationen des Ortsnamens sind Elvenow (1311), Elvenowe (14./15. Jh.), Elluenowe (1343), Elbenawe (1419), Elvenow (1478), Elbenaw (1529), Elbenau (1725, 1753, 1758). Der Ortsname geht zurück auf die Lage in der Elbaue.
1656 gab es in Elbenau einen Hexenprozess gegen Dorothea, Witwe von Hans Curt. Dessen Ausgang ist unbekannt.
Im Jahre 1745 wurde die evangelische Kirche St. Pankratius als Ersatz für einen an gleicher Stelle befindlichen Vorgängerbau fertiggestellt.

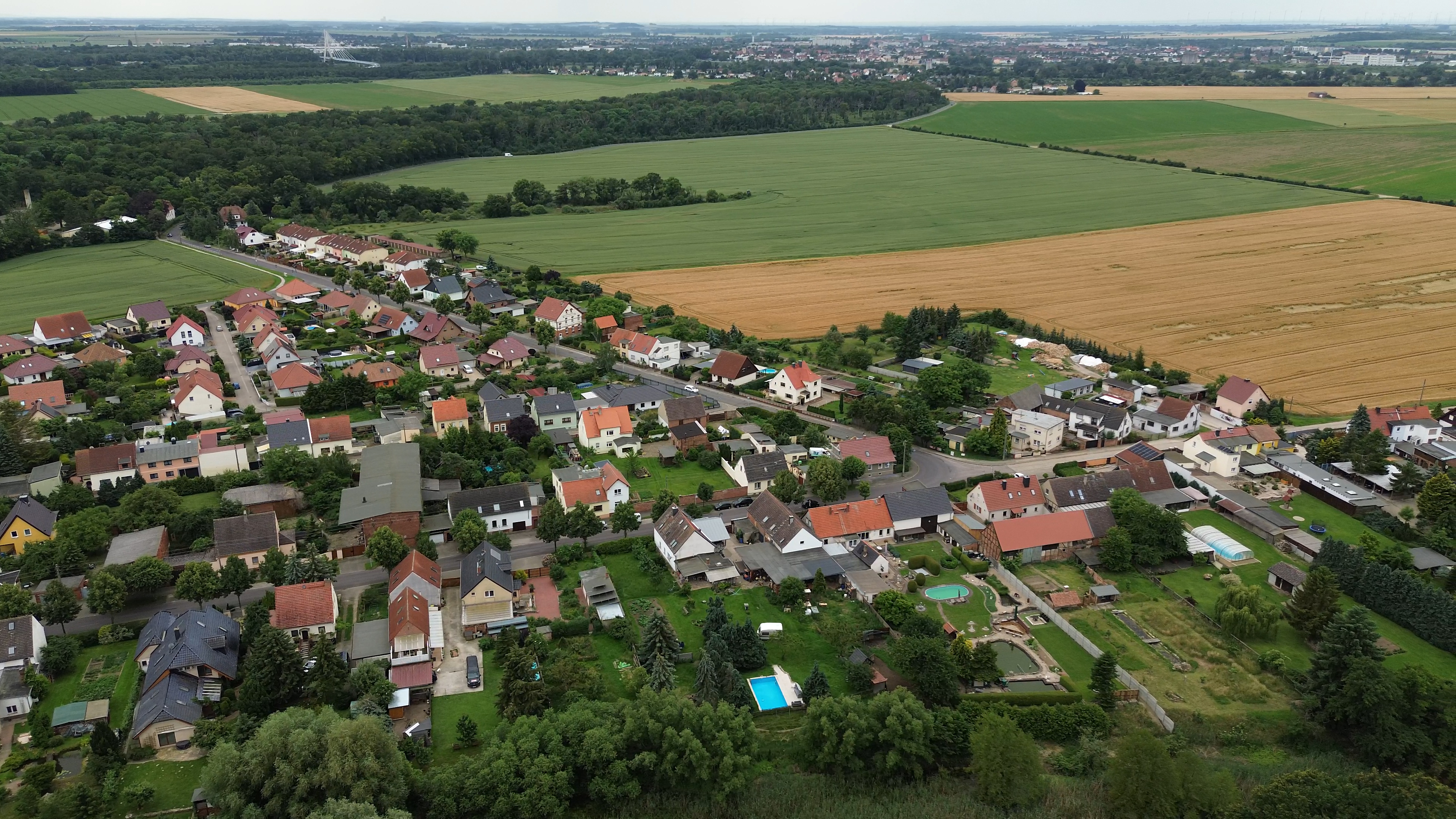
Ansicht von Norden, im Hintergrund links die Elbebrücke

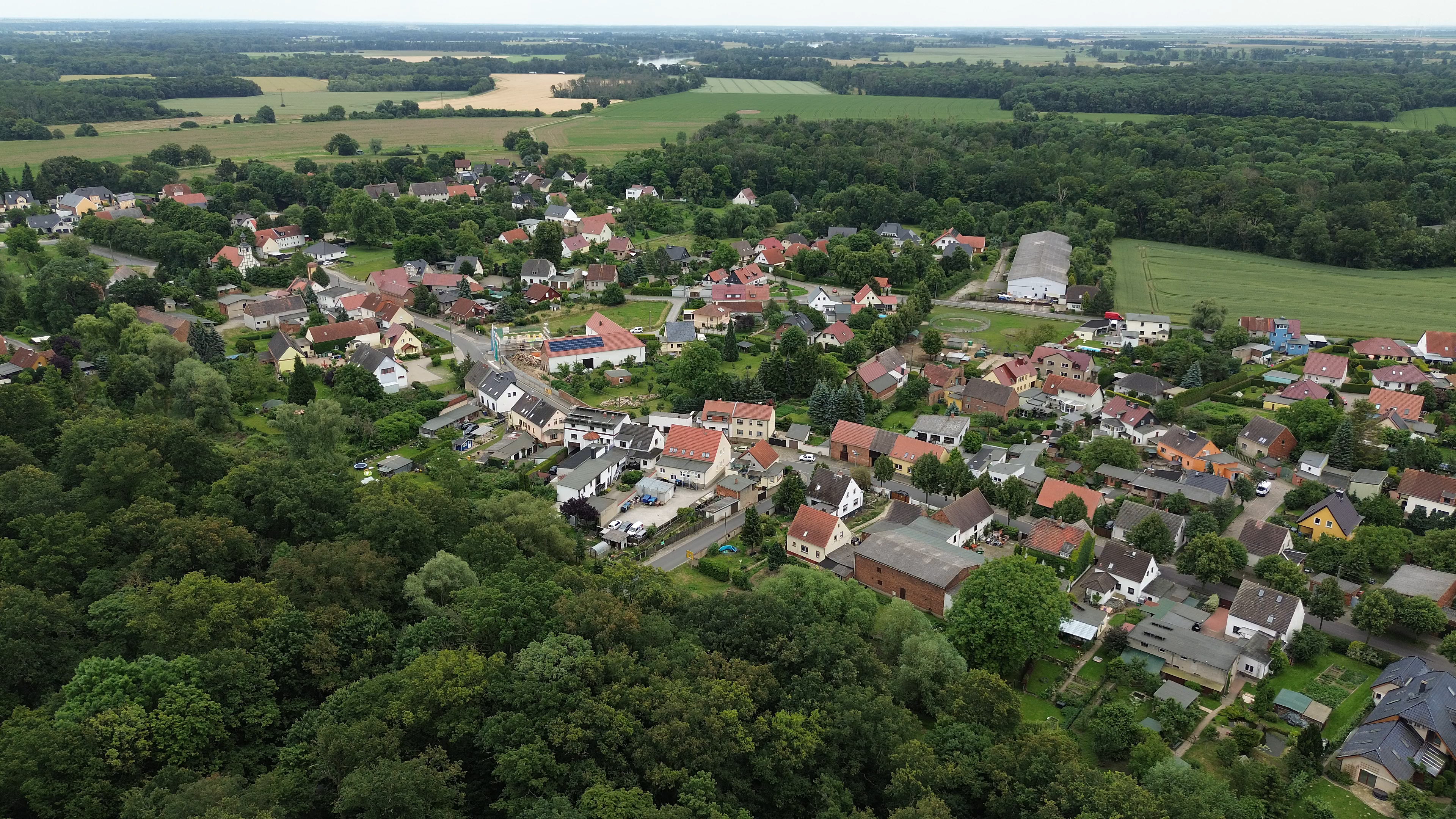
Ansicht von Norden, links oben die Kirche

Bis 1806 gehörte Elbenau zum Kurkreis, in dem ein Amt Elbenau bestand. Von der Burg Elbenau waren bis etwa 1800 noch Reste zu sehen. Die Steine der Burg wurden später abgetragen und für andere Bauten wiederverwendet, der sogenannte Burghügel ist inzwischen vollständig überpflügt. Während der französischen Besatzung wurde Elbenau dem Königreich Westphalen angegliedert.
Von 1816 bis zum 31. März 1913 gehörte Elbenau zum Landkreis Jerichow I, danach erfolgte ein Kreiswechsel in den Landkreis Calbe a./S. und der Ort wurde zusammen mit Grünewalde am 1. April 1913 nach Schönebeck eingemeindet, als Voraussetzung für die Genehmigung zum Bau der Elbbrücke. Zu diesem Zeitpunkt hatte das Dorf ca. 550 Einwohner.
1875 wurden das Pretziener Wehr und der dazugehörige Umflutkanal fertiggestellt. Seitdem fließt die Alte Elbe nicht mehr an Elbenau vorbei. Bis dahin floss durch die bei Pretzien abzweigende, zum Teil schiffbare Alte Elbe noch ein Teil des Elbwassers.
Ab etwa der zweiten Hälfte des 19. Jahrhunderts, mit Einsetzen der Industrialisierung, entwickelte sich eine Ausflugskultur der Arbeiter. Wegen der Waldgebiete auf der ostelbischen Seite und der guten Erreichbarkeit, zunächst über die Fährverbindung, später über die Elbbrücke, wurde Elbenau ein beliebter Ausflugsort der Schönebecker Bevölkerung. Mehrere Ausflugslokale in Elbenau und Umgebung luden zu Ausflügen ein, z. B. die Gasthöfe Goldene Blume und Zur Stadt Schönebeck. Von Elbenau aus erreichte man zu Fuß, später auch mit dem Fahrrad, weitere Ziele in der Umgebung (z. B. Calenberge, Pechau, Gommern, Alte Fähre). Diese Tradition hat sich bis in die heutige Zeit erhalten.
Nach der Fertigstellung der Schönebecker Elbbrücke wurde Elbenau im Jahr 1912 von Schönebeck aus über ein unter der Elbbrücke verlegtes Kabel an das Stromnetz angeschlossen.
Gegen Ende des Zweiten Weltkrieges kam es am 13. April 1945 in Elbenau zu Kämpfen zwischen Einheiten der amerikanischen 2nd Armored Division und Teilen der Volksgrenadier-Division „Scharnhorst“ der Wehrmacht.
Im Jahre 1998 wurde Elbenau ins Dorferneuerungsprogramm des Landes Sachsen-Anhalt aufgenommen. Zahlreiche Straßen und Gebäude wurden dabei erneuert. 2014 wurde in Elbenau ein Friedwald eingerichtet.
Die Bevölkerungsdichte des Ortes beträgt 83 Einwohner je Quadratkilometer. 0,48 Quadratkilometer der Ortsfläche sind bebaut.

## Sehenswürdigkeiten

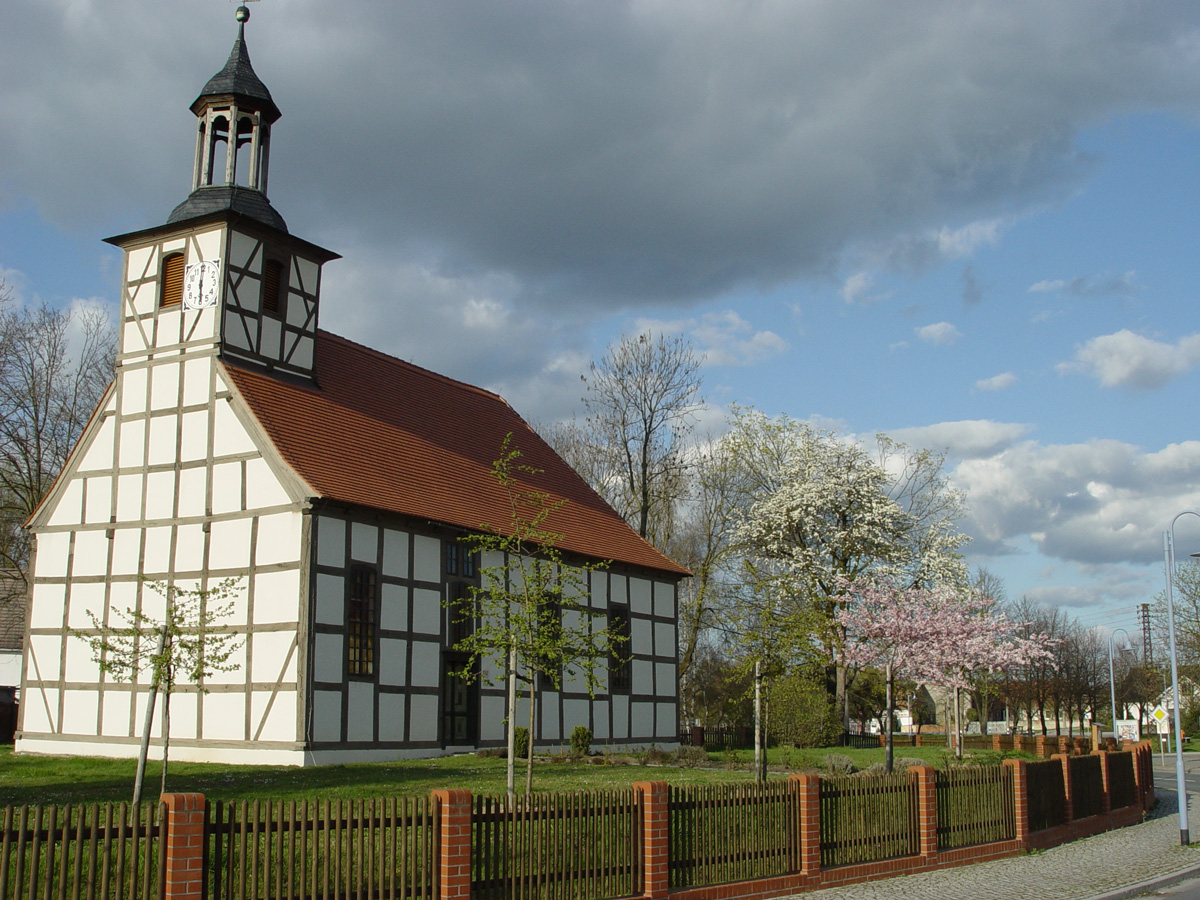
St. Pankratius, Elbenau

- Die Evangelische Kirche St. Pankratius entstand 1743 in Fachwerkbauweise.
- Alte Deichanlagen (ca. 16. Jh.), im Gebiet der Alten Elbe, in der sogenannten Elbenauer Schweiz.
- Ehemalige Molkerei in der Elbenauer Straße, jetzt Wohnhaus.
- Alte, ehemalige Bauernhöfe, die zum Schutz vor Hochwasser auf höhergelegenen Plätzen angelegt wurden.